# Erica longipedunculata
Erica longipedunculata là một loài thực vật có hoa trong họ Thạch nam. Loài này được Lodd. mô tả khoa học đầu tiên năm 1818.